# Рауль Флоруч
Рауль Александер Флоруч (нім. Raul Alexander Florucz; нар. 10 червня 2001, Феклабрук) — австрійський футболіст, що грає на позиції півзахисника та нападника бельгійського клубу «Юніон» та національної збірної Австрії.

## Клубна кар'єра
Народився 10 червня 2001 року в місті Феклабрук. Вихованець юнацьких команд футбольних клубів «Уніон», «Юніорс», ЛАСК та «Локомотива».
У дорослому футболі дебютував у складі «Локомотива» 17 липня 2021 року в матчі проти клубу «Хайдук» (Спліт). Тривалий час на правах ооренди виступав за різні хорватські команди, зокрема «Хрватскі Драговоляц».
У січні 2023 року він погодився приєднатися під час літнього трансферного вікна до словенської команди Першої ліги «Олімпія» (Любляна) підписавши трирічний контракт. 11 липня 2023 року дебютував за «Олімпію» у першому матчі першого кваліфікаційного раунду Ліги чемпіонів УЄФА 2023–24 проти «Валмієри», який «Олімпія» виграла з рахунком 2–1.
17 червня 2025 року перейшов у бельгійський «Юніон», підписавши чотирирічний контракт. Дебютував в основному складі 20 липня в матчі за Суперкубок Бельгії, вийшовши на заміну на 77-й хвилмні. 3 серпня оформив дубль у матчі другого туру чемпіонату, в якому «Юніон» на домашній арені переміг з рахунком 5–0 команду «Ауд-Геверле Левен».

## Виступи за збірні
2020 року дебютував у складі юнацької збірної Австрії (U-19), загалом на юнацькому рівні взяв участь у 3 іграх.
У березні 2025 року Ральф Рангнік, головний тренер національної збірної Австрії, викликав Флоруча на матчі плей-оф Ліги націй УЄФА 2024–25 років проти збірної Сербії.

## Особисте життя
Флоруч народився в Австрії в румунській родині з Арада. Його дід по материнській лінії, Міхай Міронюк, був гандболістом збірної Румунії.

## Досягнення
«Хрватскі Драговоляц»	
- Друга ліга Хорватії: 2020–21

«Олімпія» (Любляна)
- Чемпіон Словенії: 2024–25

Індивідуальні
- Перша футбольна ліга Словенії, Гравець року: 2024–25[9]
- Перша футбольна ліга Словенії, Гравець сезону: 2024–25[10]
- Найкращий бомбардир чемпіонату Словенії: 2024–25